# Emilio Gomáriz
Emilio Gomáriz García fue un político español que ocupó el cargo de vicepresidente de Alianza Popular y secretario provincial del Partido Popular en Zaragoza, durante tres años. Perteneció al grupo parlamentario del PP de las Cortes de Aragón hasta el día 24 de noviembre de 1992, que lo abandonó para pasar al grupo mixto, en un caso de transfuguismo político. Fue el diputado tránsfuga que con su voto dio la presidencia del Gobierno de Aragón al socialista José Marco en 1993.

## Tránsfuga
Consumó el triunfo de una moción de censura contra el Presidente de Aragón Emilio Eiroa, del PAR, que gobernaba con el apoyo del PP. La moción tuvo éxito y gracias a los votos del PSOE, Izquierda Unida y el suyo como tránsfuga del PP.
Para facilitar la investidura de José Marco Berges hizo varias solicitudes que recoge la prensa de la época: "Reclamó despacho propio, secretaria y equipo de asesores, así como dietas y subvenciones como cualquier otro grupo, en total unas 300.000 pesetas al mes". 

Nunca se supo si recibió dinero por su voto.